# Eremodromus noctivagus
Eremodromus noctivagus är en tvåvingeart som beskrevs av Zimin 1926. Eremodromus noctivagus ingår i släktet Eremodromus och familjen rovflugor. Inga underarter finns listade i Catalogue of Life.